# Sárgaszárnyú ara
A sárgaszárnyú ara vagy makaó (Ara macao) a madarak osztályának papagájalakúak (Psittaciformes) rendjébe és a papagájfélék (Psittacidae) családjába és az Ara nembe tartozó faj. Honduras nemzeti madara.

## Előfordulása
Élőhelye Mexikótól Közép-Amerikán át Kolumbiáig, valamint Perun át Bolíviáig terjed.

## Megjelenése
Hossza 80-90 centiméter. Alapszíne skarlátvörös, hátának alsó része  és farcsíkja világoskék. Csupasz pofafoltja krémfehér, rajta egészen kicsiny, szőrszerű, vörös színű dísztollacskák ülnek. Vállán sárga örv húzódik. Szárnya 40 centiméter hosszú, középső és nagy szárnyfedői  aranysárgák, zöld csúcsi résszel, az  evezők külső zászlói kékek, alsó felületük, és az alsó szárnyfedők vörösek. A farkfedők halványkékek, farka 51 centiméter hosszú, felső felülete skarlátvörös, keskeny, kék csúccsal, alsó  felülete vörös. Jellegzetességei a szárny, a farcsík és a faroktő ultramarinkék tollai.

## Életmódja, élőhelye
Jobbára síkvidéki esőerdők és szavannák lakója. Nagy csapatokban él. Különböző magvakkal és gyümölcsökkel táplálkozik.

### Szaporodása
Tavasszal költi ki 2-3 tojásból álló fészekalját, amelyet 28 napig védelmez.
|  |  |

## Képek

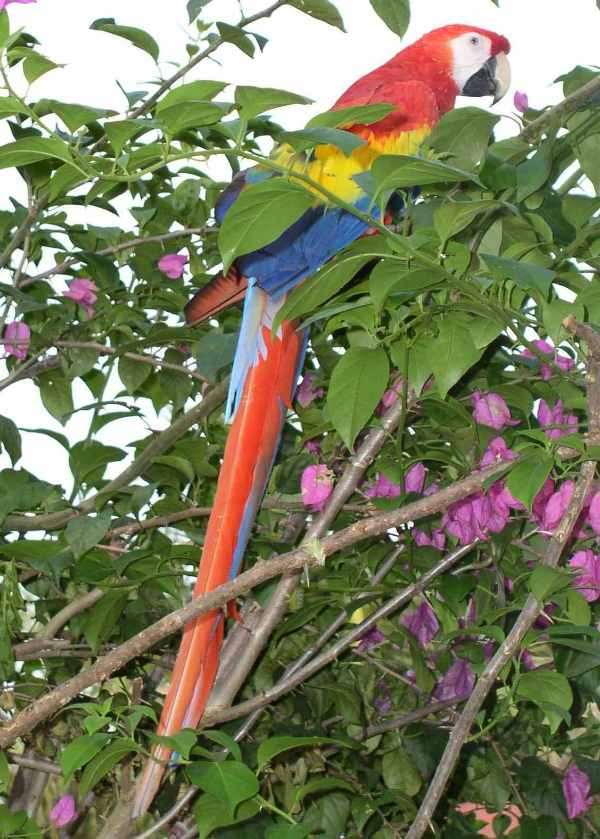
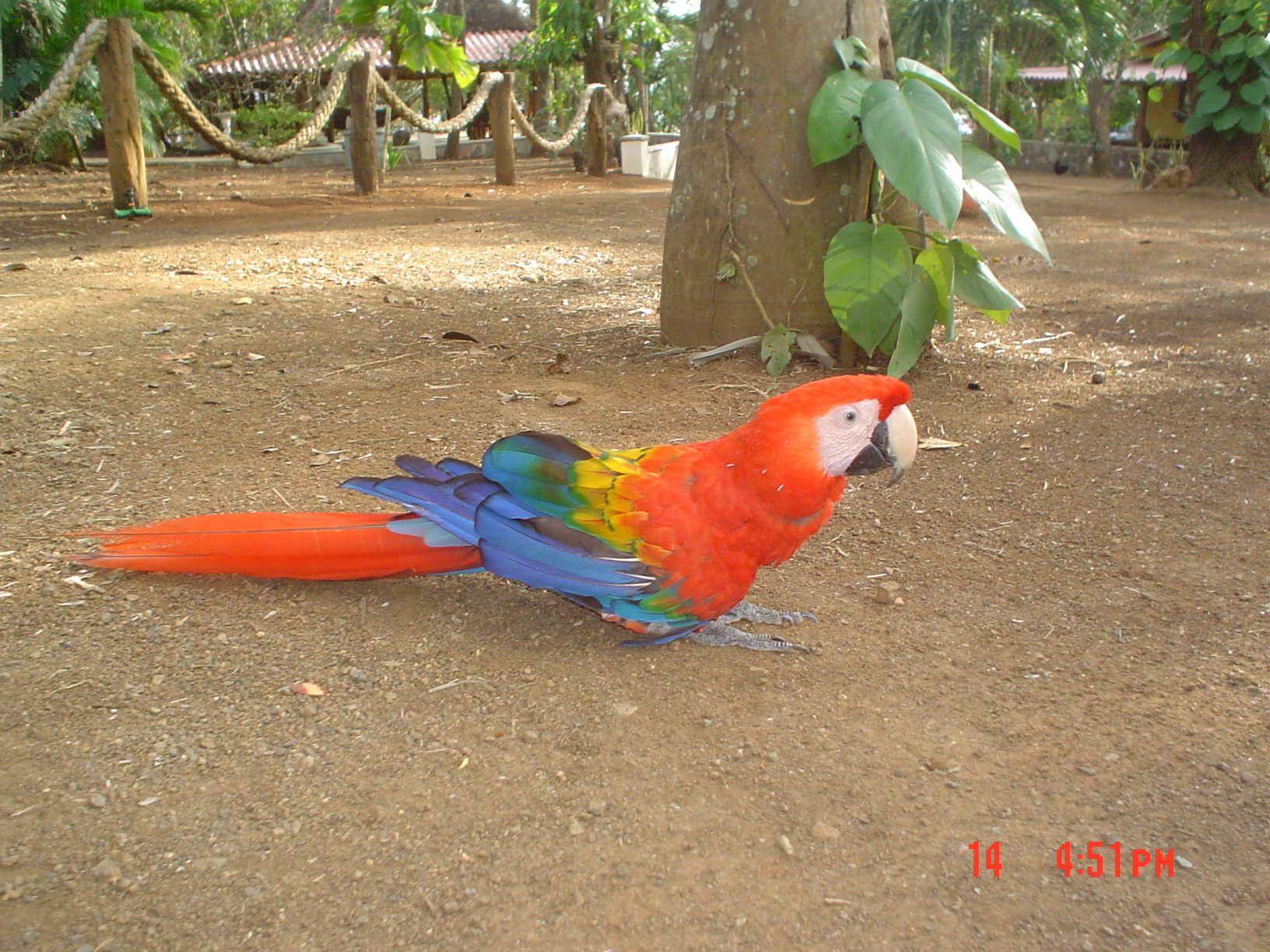
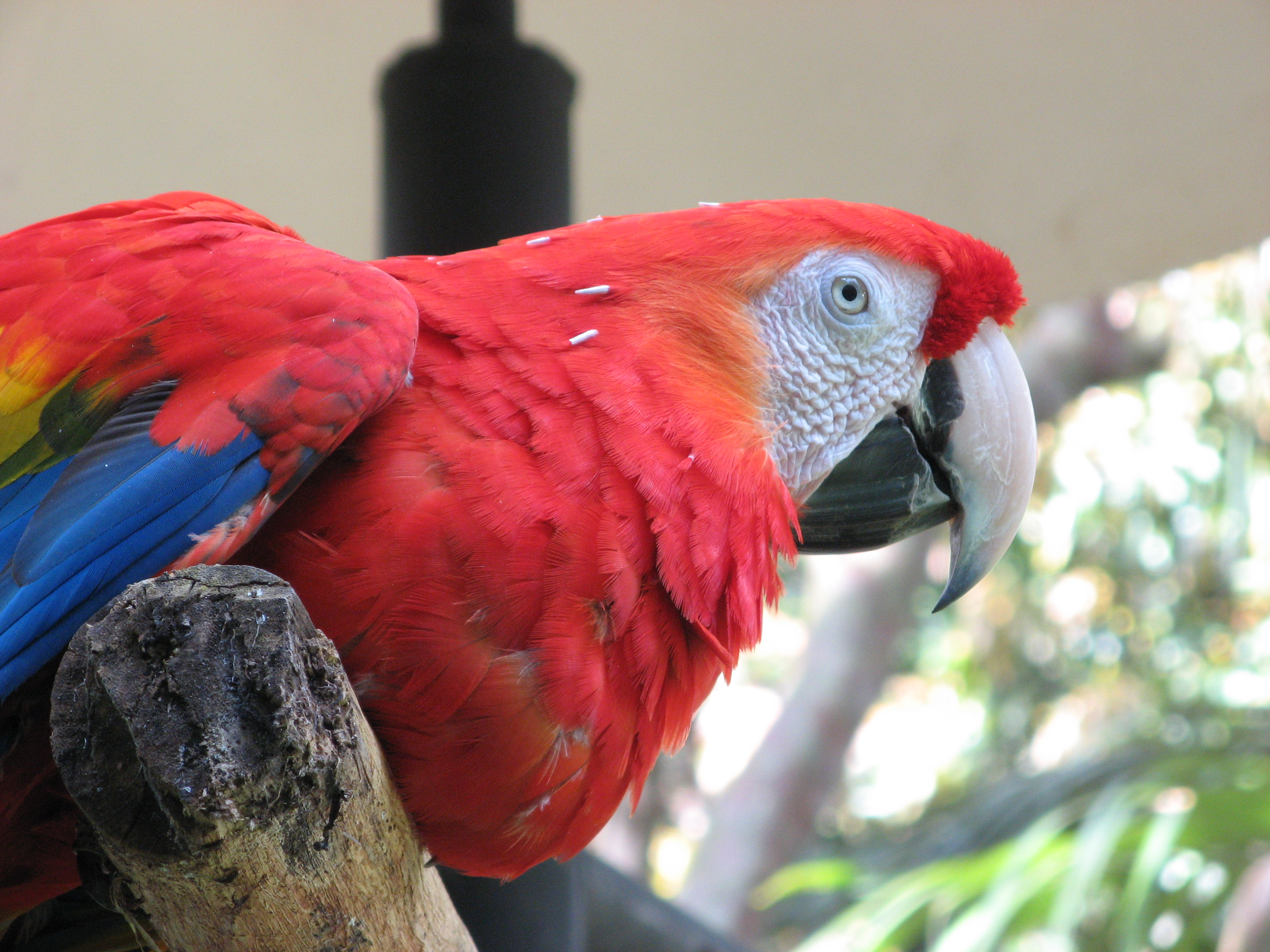